# John Cerminaro
John Cerminaro (* 7. April 1947 in Grimes County, Texas) ist ein US-amerikanischer Hornist.
Cherminaro war während seiner langen Laufbahn Solohornist in zahlreichen amerikanischen Orchestern, so in der New York Philharmonic, der Los Angeles Philharmonic und im Aspen Festival Orchestra. Darüber hinaus hat er als Solist in zahlreichen Orchestern geblasen, so im Dallas Symphony, im Milwaukee Symphony, and Houston Symphony sowie bei vielen Festivals in USA, Europa und Asien.
Seit 1995 ist Cherminaro Solohornist im Seattle Symphony Orchestra.
Cerminaro hat zahlreiche Aufnahmen eingespielt, darunter die Hornkonzerte von Wolfgang Amadeus Mozart (mit dem Seattle Symphony Orchestra und Gerard Schwarz als Dirigent).
Neben seiner Arbeit als Solohornist ist Cerminaro auch Professor für Horn an der Juilliard School, am California Institute of the Arts sowie am Victoria College.

## Preise
- Naumberg Award
- 1. Preis bei der Concert Artist’s Guild Competition
- Gewinner der Prague International Competition

## Quelle
- www.johncerminaro.com (englisch)

| Personendaten    | Personendaten             |
| ---------------- | ------------------------- |
| NAME             | Cerminaro, John           |
| KURZBESCHREIBUNG | US-amerikanischer Hornist |
| GEBURTSDATUM     | 7. April 1947             |
| GEBURTSORT       | Grimes County, Texas      |